# 祝其
祝其（?—?），子姓，是宋戴公的儿子，宋武公的弟弟。
他的后代以祝其为氏，与华氏、乐氏，皇氏，都属戴族。